# ژاک-آندره بوافار
ژاک-آندره بوافار (انگلیسی: Jacques-André Boiffard؛ ۲۹ ژوئیهٔ ۱۹۰۲ – ۱ ژانویهٔ ۱۹۶۱) عکاس و نویسنده سبک فراواقع‌گرایی اهل فرانسه بود.